# Belügyi és Rendvédelmi Dolgozók Szakszervezete
A Belügyi és Rendvédelmi Dolgozók Szakszervezete (BRDSZ) az egyik magyarországi szakszervezet, több mint 8 000 taggal. A Szakszervezetek Együttműködési Fóruma konföderáció tagja.

## Tagjai
A szakszervezet képviselte kör: a korábbi Belügyminisztérium (2006-tól 2010-ig Igazságügyi és Rendészeti Minisztérium, illetve Önkormányzati és Területfejlesztési Minisztérium) és a hozzá tartozó költségvetési intézmények, az általa alapított társaságok és szervezetek dolgozói, a hivatásos önkormányzati tűzoltóságok, az okmányirodák és a rendvédelmi szervek dolgozói, illetve e kör nyugdíjasai és ösztöndíjas tanulói.

## Története
A szakszervezet elődje, a Belügyi Dolgozók Szakszervezete 1989 októberében alakult meg. Küldöttgyűlése 2003. június 12-én döntött a Határőr Szakszervezettel való egyesülésről (a BRDSZ ekkor több mint 11 ezer, a Határőr Szakszervezet 8500 tagot számlált). A későbbiekben a belső ellentétek miatt, a Határőr tagozat kivált, és megalakította önálló érdekvédelmét a Rendészeti Védegyletet (RV).

## Programja
- A BRDSZ öt évre szóló (2004–2009) programja többek közt tartalmazza azt a célt, hogy a belügyi ágazat dolgozóinak legalább 51%-a legyen szakszervezeti tag, hogy a mindenkori kormányhoz való lojalitást a dolgozók fizetésében ismerjék el, béreik évenként az inflációnál gyorsabban emelkedjenek, és hogy a rendvédelmi ágazat munkavállalói megszerezzék a sztrájkjogot (ezt az 1989 évi sztrájktörvény zárja ki számukra).

## Tisztségviselői
Főtitkára 2009-ben Bárdos Judit, helyettese Papp Zoltán. Tagozatvezetők: Mátyás Éva (rendőrség), Terjéki László (tűz- és katasztrófavédelem), Veres Károlyné (oktatás). Két kongresszus közt a BRDSZ legfőbb döntéshozó gyűlése az Országos Tanács, ennek elnöke Bankó Magda.